# Château de Courcelles-le-Roy
Ne doit pas être confondu avec château de Courcelles-le-Roi.
Le château de Courcelles-le-Roy est un château français situé à Beaulieu-sur-Loire dans le département du Loiret en région Centre-Val de Loire.
Ce château ne doit pas être confondu avec son homophone le château de Courcelles-le-Roi, situé également dans le Loiret mais à Courcelles-le-Roi.

## Géographie
Le château est situé dans la région naturelle du Berry, au nord-ouest du bourg de Beaulieu-sur-Loire, à environ 180 mètres d'altitude, dans le bois de Courcelles.

## Histoire
Une série de cartes postales éditées après la Première Guerre mondiale le présente comme ancienne résidence temporaire de Charles VII et d'Agnès Sorel.
En 1788, le château est représenté sur un tableau de Pierre Royer (Royal Academy of Arts, Londres).
Le corps du bâtiment est laissé totalement à l'abandon ; seul le domaine, de 280 hectares, ainsi que les communs, sont entretenus.
Le pigeonnier est inscrit aux Monuments historiques depuis le 17 septembre 1986.

## Description
Le château s'ordonne autour d'un quadrilatère. Trois corps de bâtiment entourent la cour intérieure. La façade sud-ouest présente un bâtiment du XVIIe siècle. Des tours ont été ajoutées au XIXe siècle. La chapelle a été élevée à la fin du XVIIIe siècle.

## Propriétaires successifs
- Florent Carton dit Dancourt (?-1725)[3] ;
- Famille de Dancourt ;
- Jacques-Antoine-Hippolyte de Guibert, épouse l'arrière-petite-fille de Dancourt (vers 1788), Louise-Alexandrine de Guibert[3] ;
- Étienne Jacques Joseph Macdonald de 1803 à 1840 ;
- Veuve Macdonald, puis son fils, Alexandre Macdonald, de 1840 à 1881 ;
- Fergus Macdonald, né au château en 1854, mort en 1912, sans enfant ;
- 1940-1945 : hébergement d'enfants
- François Aubrun[4], depuis 2015